# 1910년 파리 대홍수
1910년 파리 대홍수(프랑스어: Crue de la Seine de 1910, 영어: 1910 Great Flood of Paris)는 1910년 겨울 프랑스 파리에 내린 폭우로 센강이 범람된 대홍수를 말한다. 이 홍수로 센강의 수위는 평소보다 8m 이상 상승했었다.

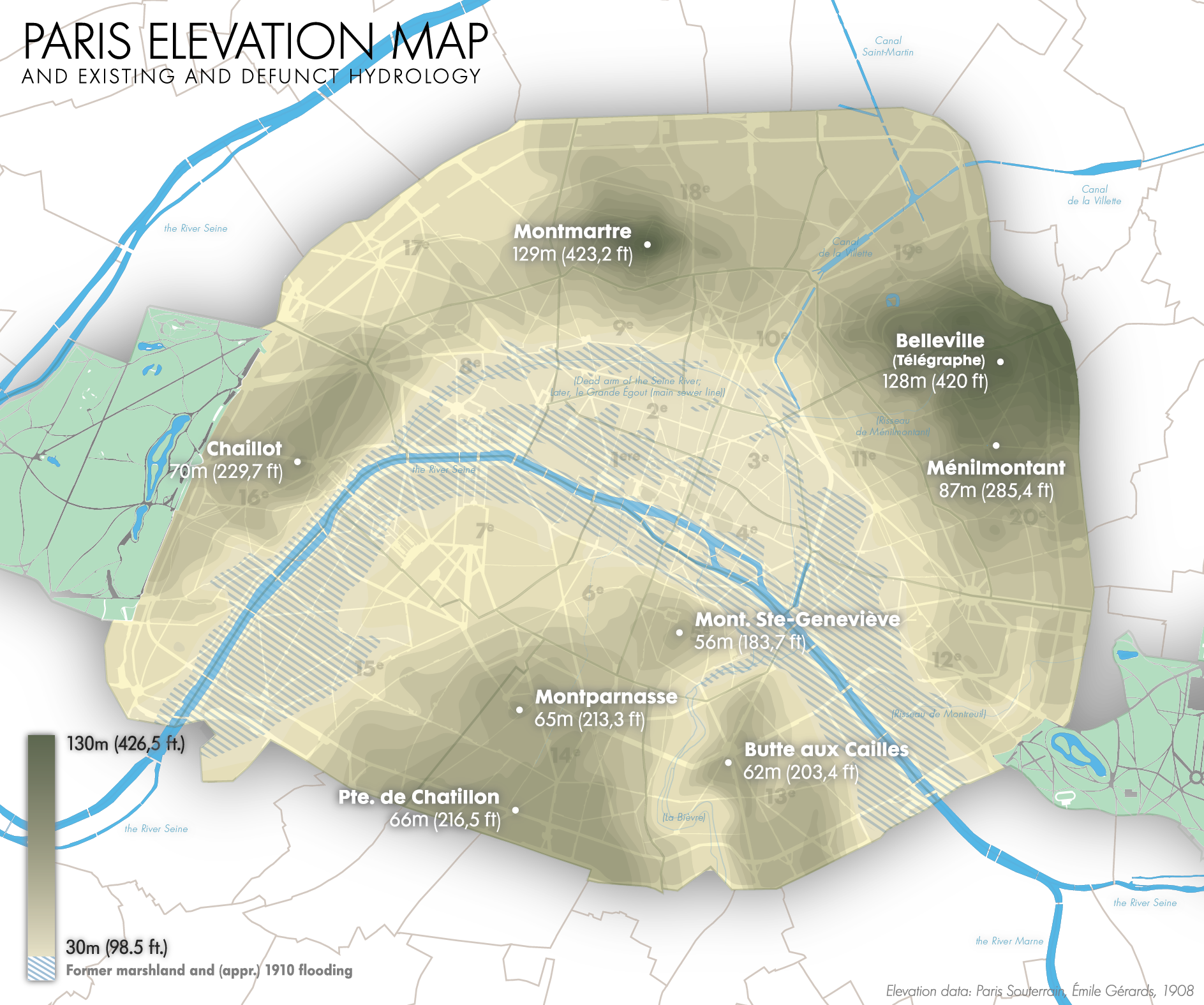
1910년 홍수를 나타내는 파리 지도. 파란색으로 빗금 친 부분이 홍수가 범람한 부분이다.

## 전개

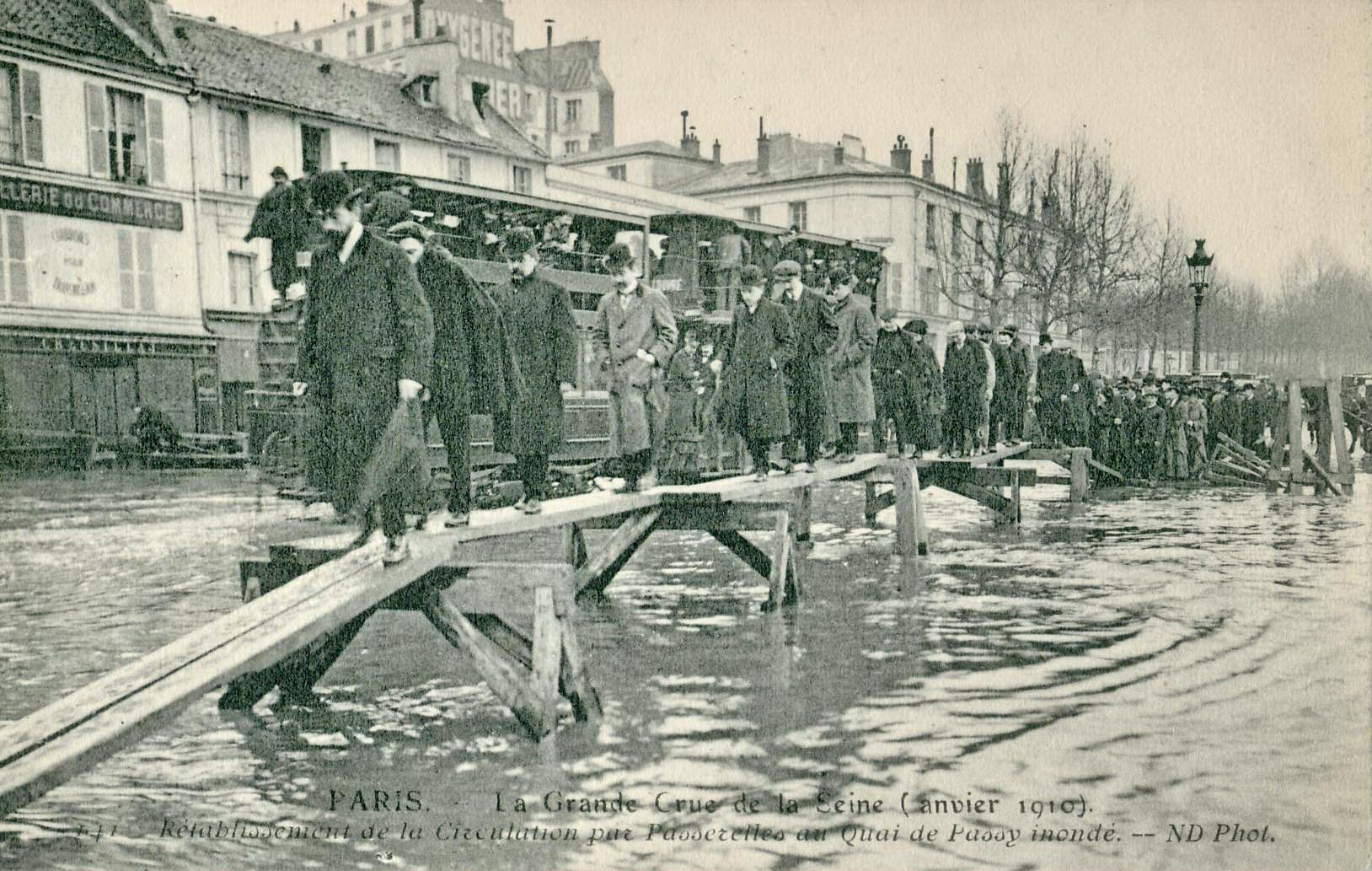
물에 잠긴 Quai de Passy에 설치된 임시 인도교

1909~1910년 겨울, 파리와 파리 인근 지역은 평소보다 높은 강수량을 기록하며 센강이 범람하는 대홍수가 발생했다. 1910년 1월, 파리 시민들은 12월에도 센강의 수위가 오르락내리락했기 때문에 잘못된 안도감에 빠져 일상생활에 열중하고 있었으며 상류에서 발생하는 머드플로우와 홍수에 대한 보고를 대부분 무시했다. 또한 사람들은 센강의 수위가 평소보다 8m나 더 높아졌기 때문에 도시 내의 경고 표지판을 뒤늦게 알아차렸다. 물이 평소보다 훨씬 빠르게 흐르기 시작했고, 많은 양의 잔해물이 나타났다.
1910년 1월 말, 센강이 범람하자 파리는 하수구와 지하철 터널에서 물이 위로 밀려 올라왔고 완전히 포화된 흙으로 인해 여러 건물의 지하실이 침수되어 많은 피해를 입었다. 물은 도시 내의 강둑을 넘진 않았지만 터널과 하수구 그리고 배수구를 통해 파리를 물에 잠기게 했다. Baron Haussmann과 Eugene Belgrand에 의해 1878년에 설계된 거대한 하수구 터널은 엄청난 양의 물이 흘러 홍수로 인한 피해를 더 증가시켰다. 파리의 동쪽과 서쪽에 인접한 마을에서는 강물이 둑 위로 솟아오르면서 주변 지형을 침수시켜버렸다.
파리에는 겨울 홍수가 흔히 발생하는 일이었지만 1910년 1월 21일에는 강의 수위가 평소보다 더 빠르게 상승하기 시작했으며 이는 사람들이 거리에 서서 센강의 물이 솟아오르는 것을 지켜보는 일종의 장관으로 여겨지기도 했다. 그 후 일주일 동안 도시 곳곳의 건물과 거리에 물이 스며들면서 기반 시설들이 많이 폐쇄되자 파리 시민 수천 명은 집에서 대피했다. 대부분의 기반시설은 깔끔한 거리를 유지하기 위해 하수도 내에 설치되었기 때문에 홍수에 더 취약했다.

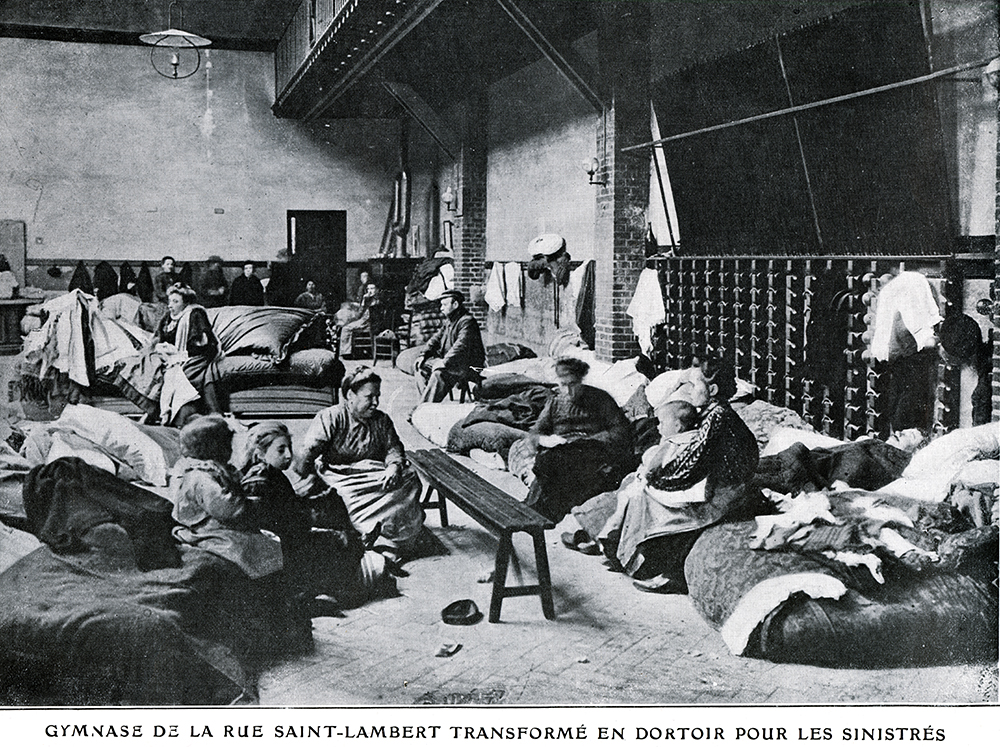
수재민들을 위한 대피소로 활용된 Rue Saint-Lambert에 있는 한 체육관

경찰, 소방관, 군인들은 보트를 타고 물에 잠긴 거리를 이동하며 건물 2층에 갇혀 있던 주민들을 구조하고 구호물품을 전달했다. 수재민들은 교회, 학교, 체육관, 관공서의 임시 대피소에 모였다. 강을 따라 늘어선 부두 꼭대기까지 강물이 흘러 넘칠 위험이 있었지만, 인부들은 서둘러 제방을 쌓아 센강의 범람을 막아낼 수 있었다.
물이 오르세역(Gare d'Orsay) 철도 터미널까지 범람하자 선로는 1m가 넘는 물 아래로 가라앉았다. 도심 속을 이동하기 위해선 주민들은 배를 타고 이동하거나 정부 기술자와 민간인들이 만든 일련의 나무 산책로를 가로질러 이동해야 했다.
1월 28일에 물의 수위는 8.62m로 최고 높이에 도달했다. 센강은 3월이 되어서야 마침내 정상 수위로 돌아왔다.

## 결과
홍수로 인한 피해액은 약 4억 프랑으로 추정되며, 오늘날 가치로 15억 달러(한화 2조 850억 원)에 달한다. 한 보도에 따르면 홍수는 일주일 가까이 지속되기도 했지만 놀라운 점은 이런 장기간의 홍수와 엄청난 피해에도 불구하고 아무런 사망자도 보고되지 않았다.
또한 침수된 건물에서 나온 잔해가 거리에 쌓여 콜레라 등 질병이 발생할 것이라는 우려가 있었지만, 심각한 발병은 발생하지 않았다.

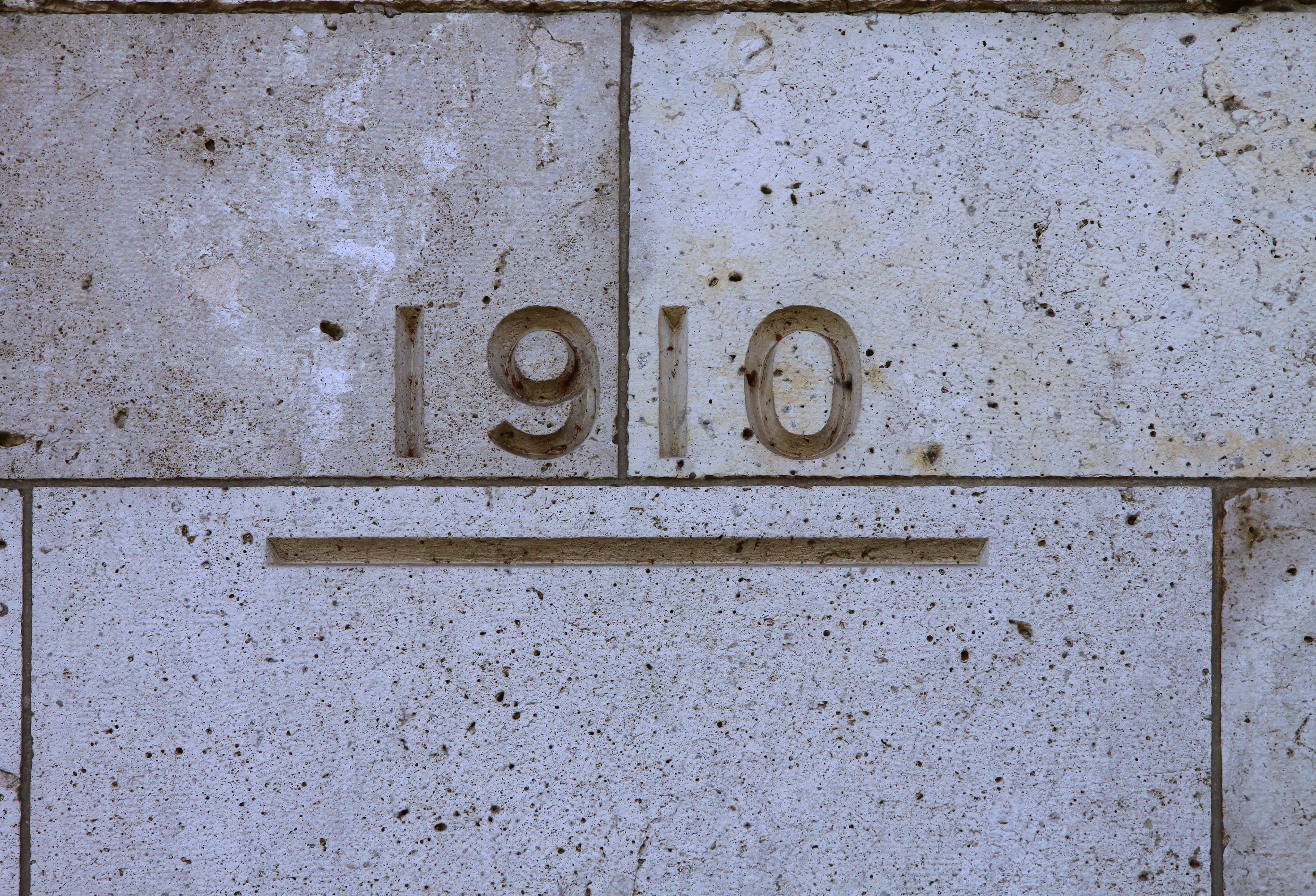
알렉상드르 3세 다리에 새겨진 1910 파리 대홍수 표식

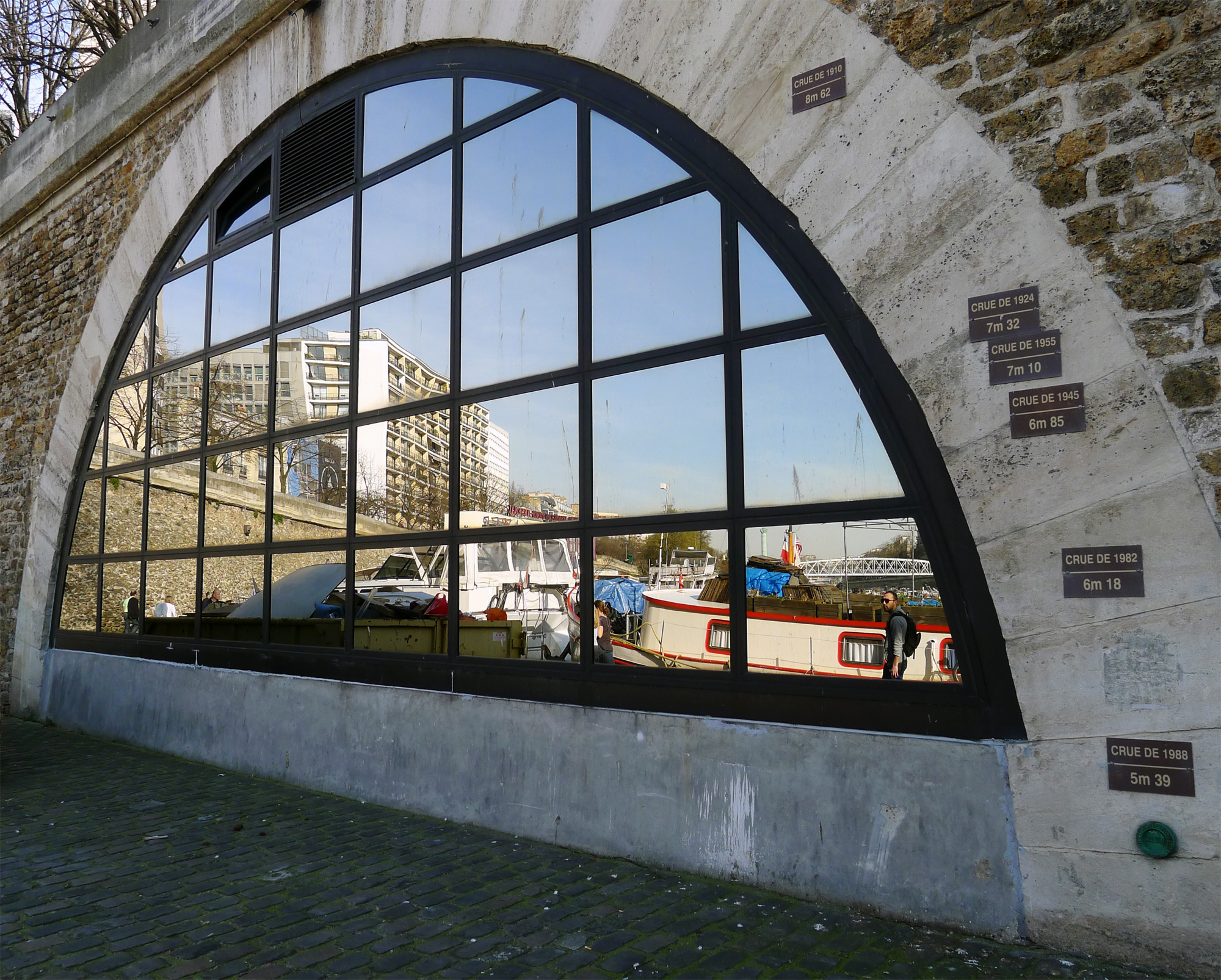
l'Arsenal 항구에 새겨진 각종 홍수 표식. 맨 위쪽에 1910년 파리 대홍수 때 최고 수위(8.62m)가 새겨져있다.

1910년 파리 대홍수를 기억하고 홍수에 대한 위험을 인식 시키기 위해 파리 시내 곳곳에 1910년 파리 대홍수 때의 수위 표식을 새겼다. 1층 건물의 높이는 1910년 파리 대홍수 때의 수위보다 높아야 한다는 건축 표준이 생겼다.

## 문화에서
- 《물에 대한 지식》(The Knowledge of Water), Sarah Smith, 뉴욕 발렌타인(1996) ISBN 0-345-39135-7
- 파리 대홍수는 2011년 비보 버거론 감독의 애니메이션 영화 《파리의 유령》의 배경이다.
- Carson Morton의 2011년 소설 Stealing Mona Lisa에서 파리 대홍수는 소설의 클라이막스 배경으로 나온다. ISBN 9780312621711
- 베르트랑 보넬로의 2023년 영화 《더 비스트》에서는 파리 대홍수가 묘사된다.

## 갤러리

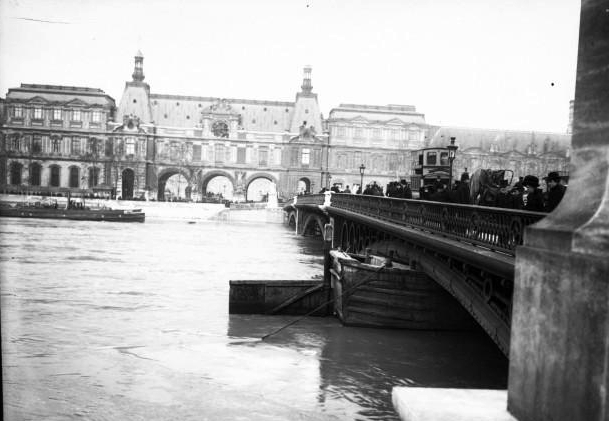
홍수 때 카루젤교(Pont du Carrousel)
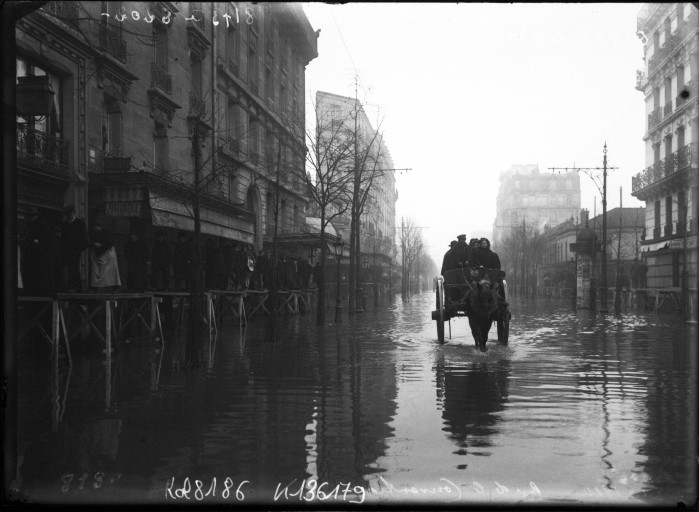
물에 잠긴 파리 컨벤션 거리에 마차가 다니고 있다.
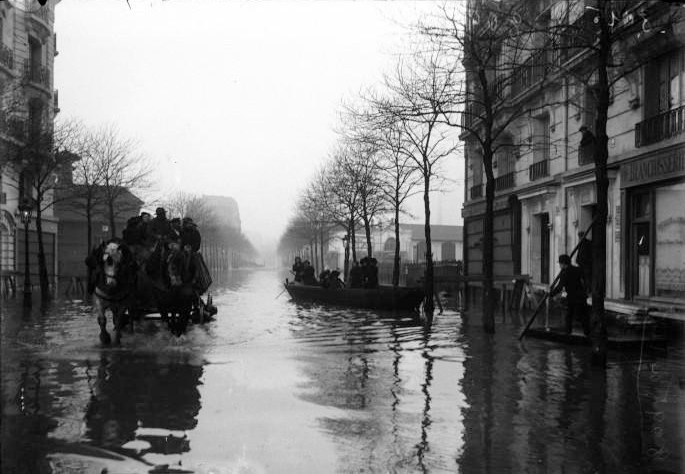
물에 잠긴 펠릭스 포르 거리에 마차와 보트를 타고 이동하는 사람들
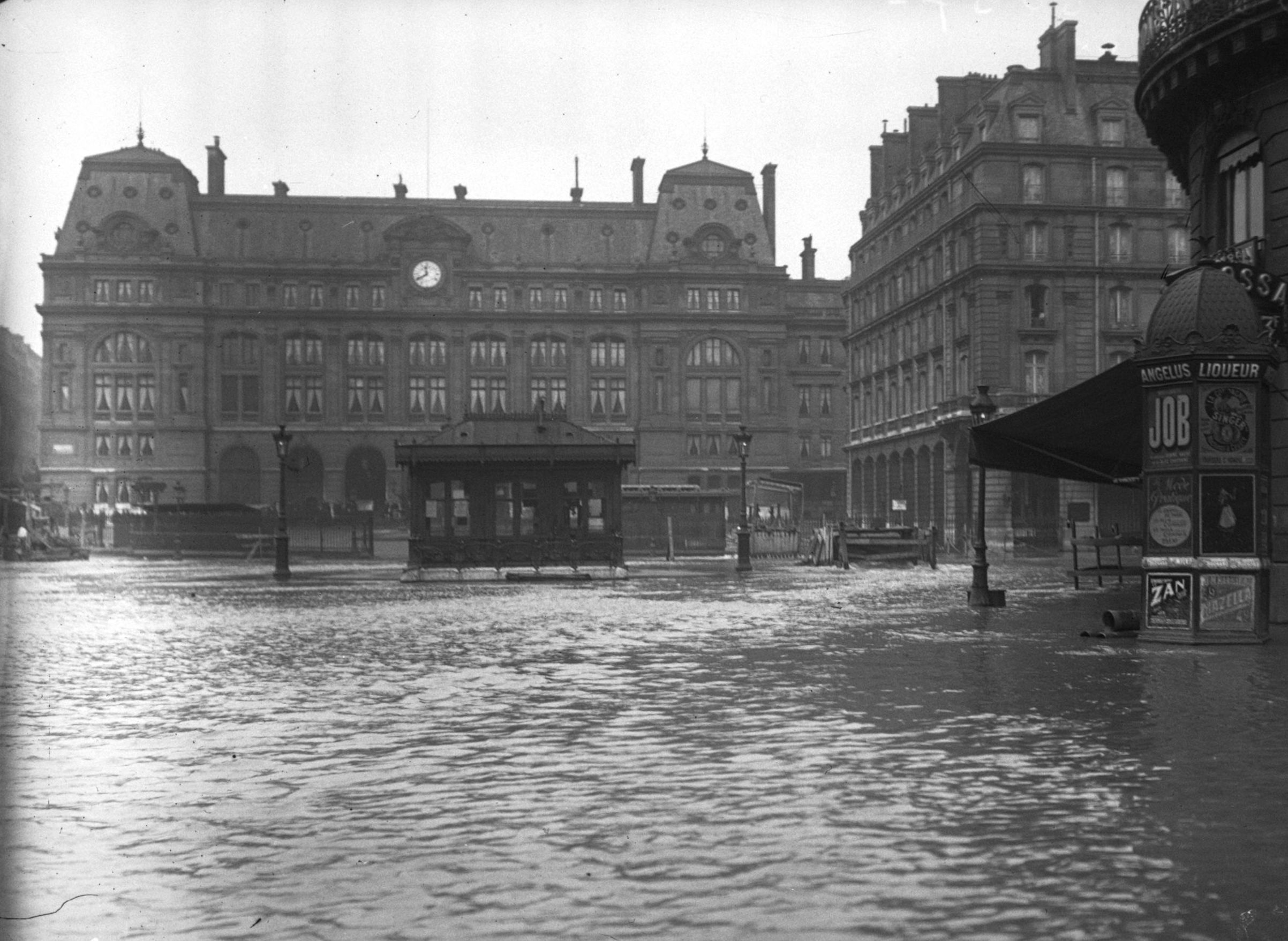
홍수로 인해 물에 잠긴 생 라자르 역
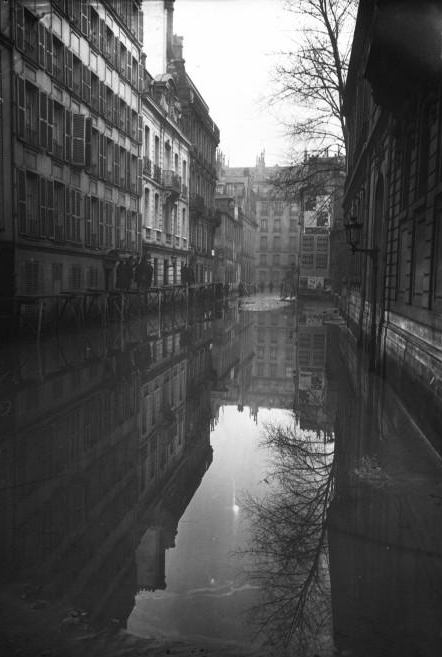
물에 잠긴 푸아티에의 거리
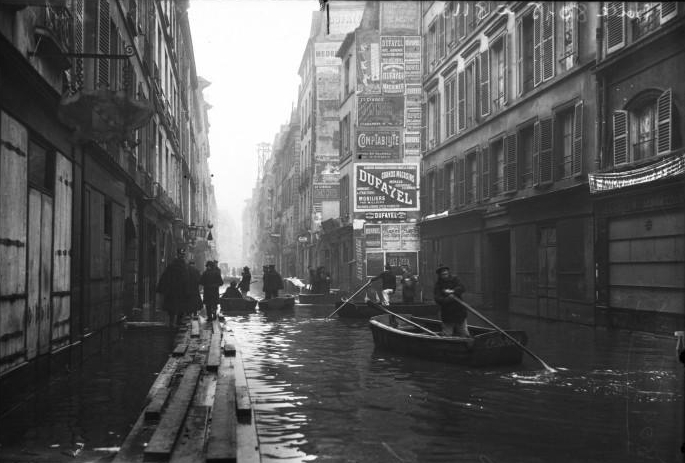
물에 잠긴 센 거리 위로 보트를 타고 이동하는 사람들
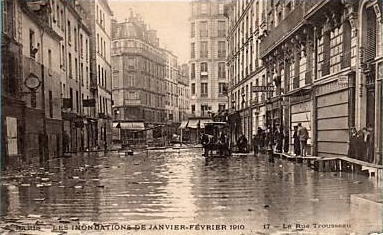
트루소 거리(Rue Trousseau)
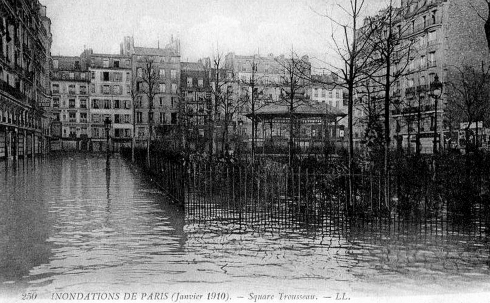
트루소 광장(Trousseau Square)